# Wilam Horzyca

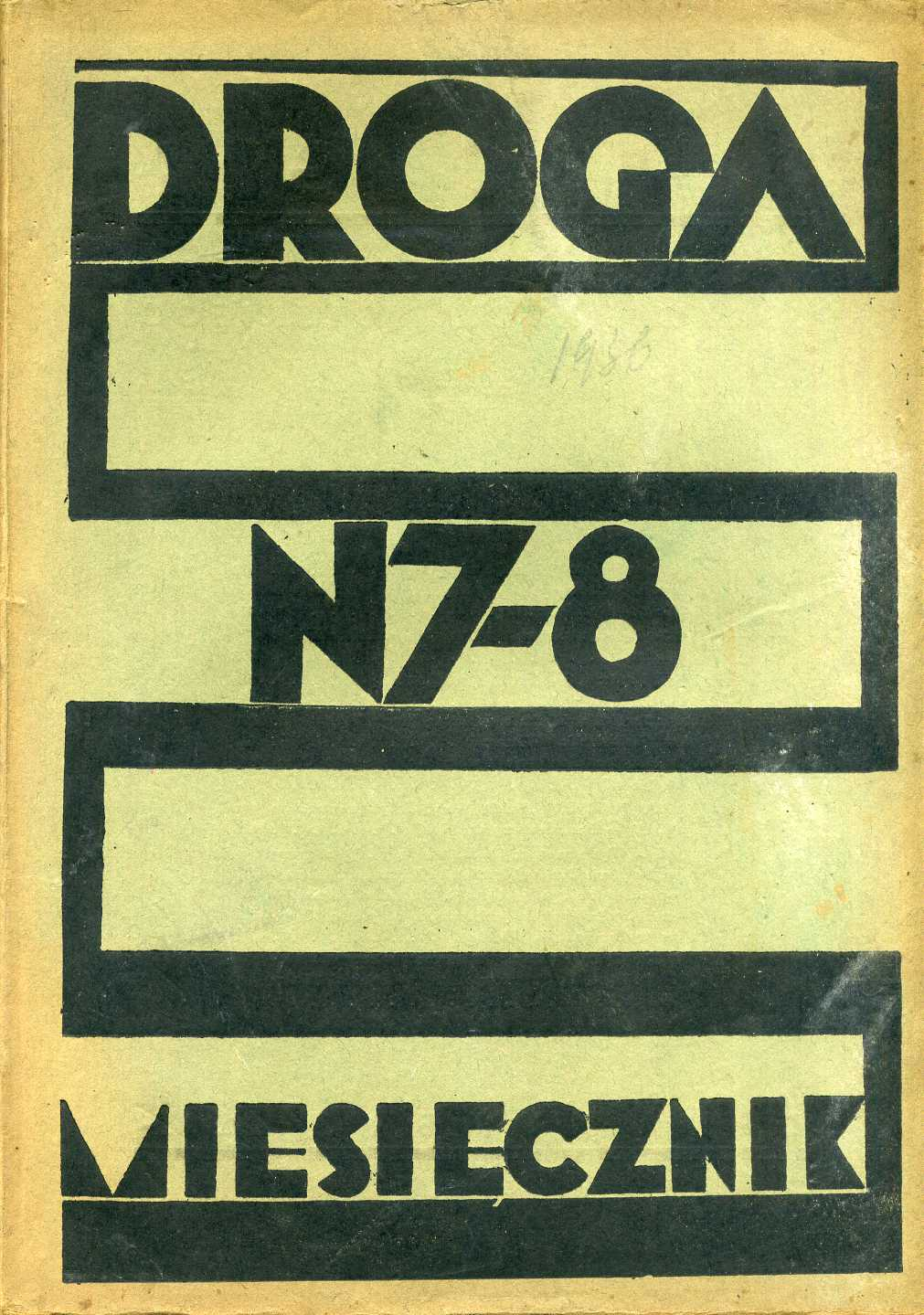
Okładka miesięcznika Droga redagowanego przez Wilama Horzycę. Lipiec 1936.

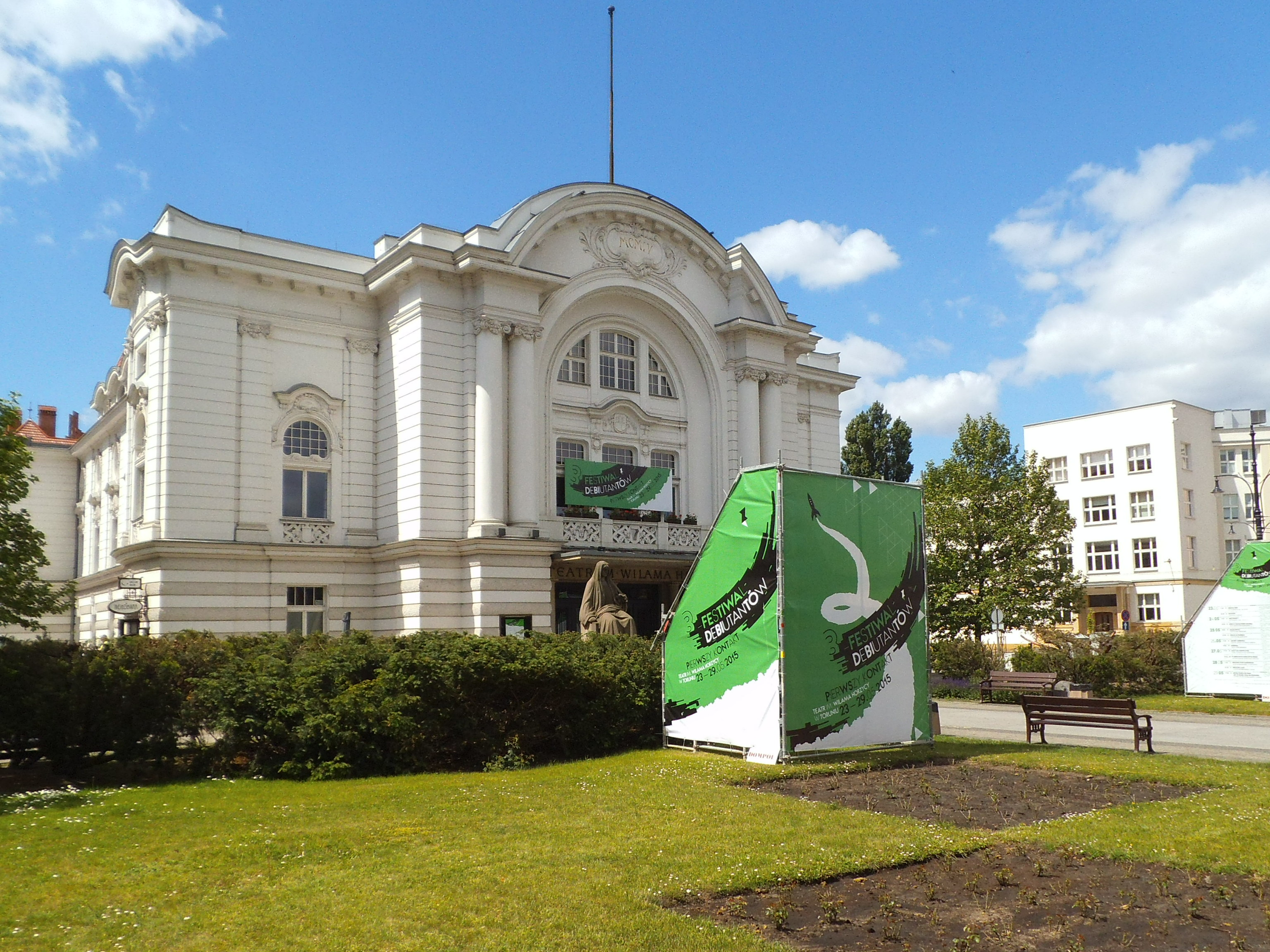
Teatr im. Wilama Horzycy w Toruniu

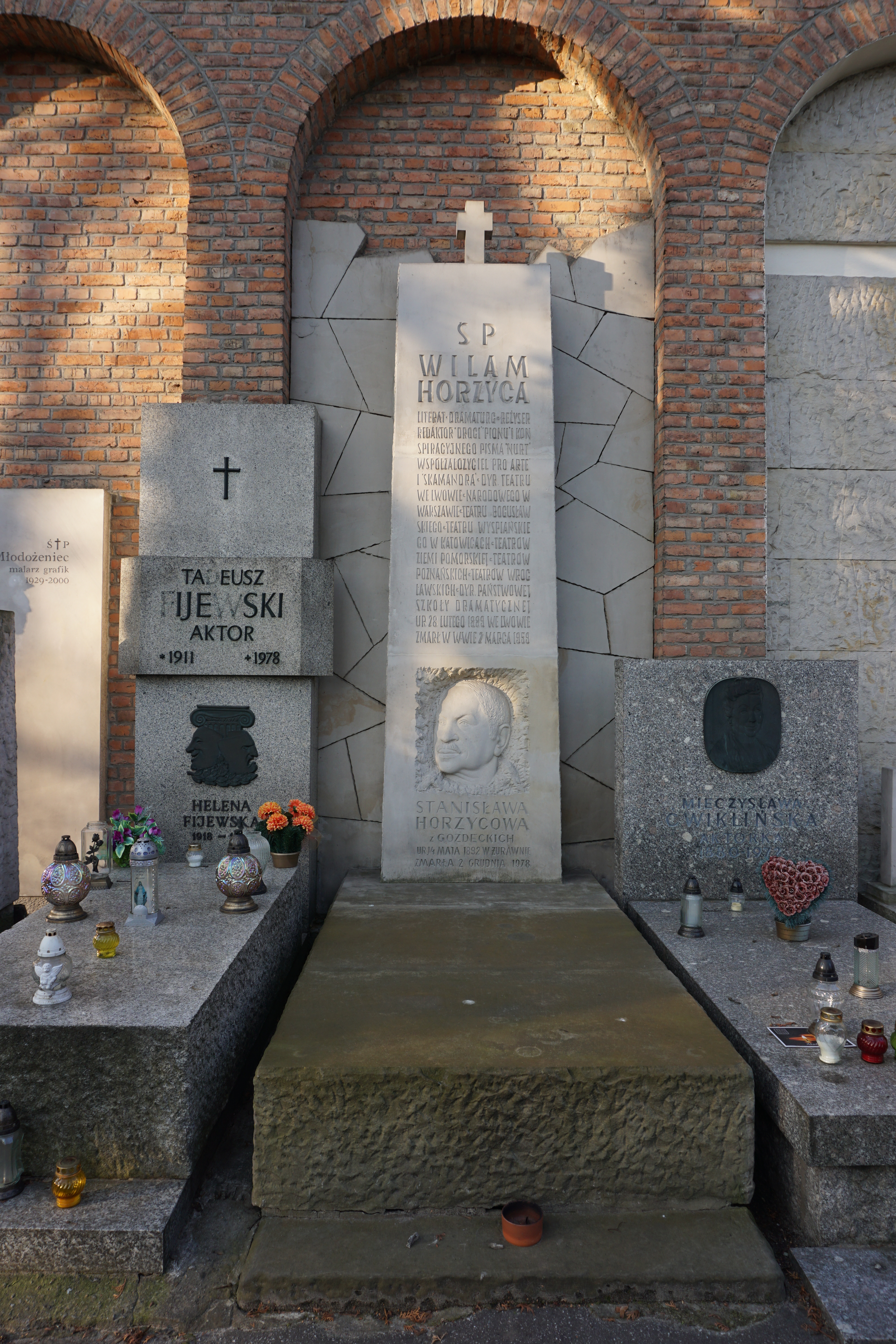
Grób Wilama Horzycy na cmentarzu Powązkowskim

Wilam Horzyca, właśc. Wilhelm Henryk Hořitza (ur. 28 lutego 1889 we Lwowie, zm. 2 marca 1959 w Warszawie) – polski reżyser i dyrektor teatrów, pisarz, tłumacz, krytyk teatralny, współtwórca tzw. Polskiego Teatru Monumentalnego, poseł na Sejm III kadencji w II RP.

## Życie i działalność
Z pochodzenia był Czechem, synem Edwarda. Edukację rozpoczął we Lwowie i Stryju. W 1908 zdał maturę i rozpoczął studia na Uniwersytecie Wiedeńskim, gdzie studiował germanistykę, filologię klasyczną i historię sztuki. W 1914 zaciągnął się do Legionów Polskich. W latach 1917–1918 pracował jako nauczyciel języka niemieckiego w gimnazjum we Lwowie. W 1918 odbywał w Warszawie służbę wojskową w Departamencie Gospodarczym Ministerstwa Spraw Wojskowych. Wojsko opuścił w stopniu kapitana w 1921.
W 1920 wszedł w skład grupy poetyckiej Skamander. Był redaktorem pisma „Skamander” i autorem manifestu grupy. W 1921 wraz z Jarosławem Iwaszkiewiczem kierował teatrem eksperymentalnym Elsynor. W latach 1922–1931 wykładał historię dramatu i teatru powszechnego w Państwowej Szkole Dramatycznej, której w 1929 został dyrektorem. 
W latach 1924–1926 związany z Teatrem im. Wojciecha Bogusławskiego w Warszawie, w 1925 kierował tą sceną wspólnie z Leonem Schillerem i Aleksandrem Zelwerowiczem. Był dyrektorem Teatrów Miejskich we Lwowie (1931–1937), scen dramatyczno-komediowych: Wielkiej i Rozmaitości Teatru Wielkiego we Lwowie (1930–1936). Redagował miesięcznik „Droga” (1928–1937), „Scena Lwowska” (1932–1937), „Pion” (1937–1939). 
W latach 1930–1935 poseł na Sejm z ramienia BBWR, zapraszał do współpracy Schillera posądzanego o lewicowe poglądy, w 1936 – udzielił sali teatralnej Zjazdowi Pracowników Kultury, będącemu największą manifestacją lewicy literackiej i artystycznej w Polsce międzywojennej. Dzięki Leonowi Schillerowi oraz Horzycy scena lwowska stanęła w rzędzie pierwszych teatrów w Polsce. W 1936 zamieszkał w Warszawie.
Na początku II wojny światowej przebywał we Lwowie. Podczas okupacji niemieckiej, od 1940 pracował jako tłumacz w Zarządzie Miejskim w Warszawie, wykładał historię literatury na tajnych kursach oraz z Ferdynandem Goetlem redagował miesięcznik Nurt. Pismo poświęcone kulturze polskiej (1943–1944). W 1945 organizował teatr w Katowicach (od marca do września 1945 był jego dyrektorem).
Dyrektor teatrów:
- Teatru Ziemi Pomorskiej w Toruniu (1945–1948) – to tu zrealizował swoje prawie wszystkie najwybitniejsze przedstawienia. Wokół teatru ogniskowało się wówczas całe życie kulturalne Torunia[7].
- teatru w Bydgoszczy (1947–1948)
- Teatru Polskiego w Poznaniu (1948–1951)
- od 1951–1952 zastępca dyrektora i reżyser Teatru Narodowego w Warszawie, a od 1 października 1957 do końca życia – dyrektor.
- od 1952–1953 dyrektor Teatru Dramatycznego we Wrocławiu (1952–1955).[8]

Reżyser Teatru im. Juliusza Słowackiego w Krakowie (1955–1957).
W 1916 ożenił się ze Stanisławą Gozdecką.
Spoczywa na cmentarzu Powązkowskim w Warszawie (kwatera Aleja Zasłużonych-1-95).

## Ważniejsze przedstawienia
- Wyzwolenie (1935; 1958)
- Wesele (1947) S. Wyspiańskiego
- Profesja pani Warren (1937) G.B. Shawa
- Miłość czysta u kąpieli morskich (1939; 1959)
- Za kulisami (prapremiera 1946; 1959) Norwida
- Pugaczow (1948) S. Jesienina
- Mozart i Salieri (1949) A.S. Puszkina
- Hamlet (1950)
- Sen nocy letniej (1946; 1948; 1953) Shakespeare’a

## Ordery i odznaczenia
- Krzyż Oficerski Orderu Odrodzenia Polski (dwukrotnie:11 listopada 1935[10], 19 kwietnia 1956[11])
- Złoty Krzyż Zasługi (15 czerwca 1946)[12]

## Upamiętnienie
W 1960 Teatr Ziemi Pomorskiej w Toruniu przemianowano na Teatr im. Wilama Horzycy.